# 2023 год в музыке

## Награды
| 65-я церемония «Грэмми» (США)     | Альбом года Гарри Стайлс — Harry's House Лучшая песня «Just Like That» (Бонни Рэйтт) Лучшая запись «About Damn Time» — Лиззо Лучший новый исполнитель Самара Джой                           |
| Billboard Music Awards 2023 (США) | Будет объявлено позже |
| BRIT Awards 2023 (Великобритания) | Альбом года Гарри Стайлс — Harry’s House Песня года «As It Was» (Гарри Стайлс) Рок-группа года The 1975 Лучший новый исполнитель Wet Leg Международная песня года «Break My Soul» (Бейонсе) |
| MTV Video Music Awards 2023 (США) | Будет объявлено позже |
| Евровидение-2023 (Европа)         | Будет объявлено позже |
| Детское Евровидение — 2023        | Будет объявлено позже |

### Зал славы рок-н-ролла
Исполнители:
- Rage Against the Machine (Зак де ла Роча, Тим Коммерфорд, Том Морелло и Брэд Уилк)[1]
- The Spinners (Первис Джексон[англ.], Бобби Смит[англ.], Филипп Уинн[англ.], Генри Фамбро[англ.], Билли Хендерсон[англ.] и Джон Эдвардс[англ.])[2]
- Кейт Буш[3]
- Шерил Кроу[4]
- Джордж Майкл[5]
- Вилли Нельсон[6]
- Мисси Эллиотт[7]

Награда за музыкальное влияние:
- Кул Герк[8]
- Линк Рэй[9]

Награда за музыкальное мастерство:
- Эл Купер[10]
- Берни Топин[11]
- Чака Хан[12]

Награда Ахмета Эртегюна:
- Дон Корнелиус[англ.][13]

### Зал славы авторов песен
- Глен Баллард[14]
- Джефф Линн[15]
- Тедди Райли[англ.][16]
- Лиз Роуз[17]
- Глория Эстефан[18]

Награда Джонни Мерсера:
- Тим Райс[19]

Награда Хэла Дэвида «Звёздный свет»:
- Post Malone[20]

Награда покровителю искусств:
- Энтони Мэйсон[англ.][21]

### Зал славы кантри
- Патти Лавлесс[22]
- Боб Макдилл[англ.][23]
- Таня Такер[24]

## Появившиеся группы
- TripleS
- Хочешь
- Mave:
- Zerobaseone
- 8Turn
- BB Girls
- Baby Monster
- BoyNextDoor
- Evnne
- El7z Up
- Fantasy Boys
- Hori7on
- Imp.
- Kiss Kiss
- Kiss of Life
- LimeLight
- Loossemble
- Lun8
- MiSaMo
- NCT Tokyo
- Primrose
- Riize
- Xodiac
- ЗаVисть
- Выставка душ

## Сольные дебюты
- Аяка Фукухара
- Чуу
- Химика Аканея
- Хван Мин Хён
- Чан Е Ын
- Джеффри Нгай
- Джихё
- Чимин
- millimillimetri
- Джису (BLACKPINK)[25][26]
- Джоэл Делеон
- Джош Каллен
- Чжухон
- Чонгук
- Каори Маэда
- Ли Ми Чжу
- Маю Минеда
- Маю Сагара
- Нако Мисаки
- Рен
- Сика Хо
- Тэён
- Сиори Тамаи
- Swan
- V
- Вин Вин Юнг
- Со Суджин

## Распавшиеся группы
- The Agonist
- ...And You Will Know Us by the Trail of Dead
- Anti-Flag
- Astro – Jinjin & Rocky
- Astro – Moonbin & Sanha
- Bandage
- Barnes & Barnes
- I.F.K.
- Panic! At The Disco
- Brave Girls
- Mother Mother
- Boysgroup
- B.O.L.T
- Camp Cope
- Candlebox
- Chancho en Piedra
- D1ce
- Died Pretty
- Egoist
- For Tracy Hyde
- GWSN
- Injury Reserve
- Momoland
- Palisades
- Kiss
- Комсомольск

## Восстановившиеся группы
- The Beatles (разовая запись)[27]
- The Buggles
- Blur
- Creed
- Dogstar
- Fightstar
- Girls Aloud
- NSYNC
- NX Zero
- Restart
- Silent Siren
- Twisted Sister
- Каспийский груз
- Король и Шут
- ГрАссМейстер
- Linkin Park

## Перерывы музыкальных групп
- Blood Youth
- DNCE
- The Mamas
- Walk the Moon
- BTS

## Концерты и туры
Queen+Adam Lambert — «The Rhapsody tour»

## Скончались

### Январь
- 1 января — Леэло Кылар (95) — советская и эстонская пианистка и музыкальный педагог[28]
- 2 января — Тото Аджапуа (83) — советский и абхазский композитор[29]
- 3 января
  - Джозеф Ку (91) — гонконгский композитор[30]
  - Нотис Маврудис (77) — греческий композитор и гитарист[31]
- 5 января — Майкл Сноу (94) — канадский кинорежиссёр, художник, скульптор, джазовый пианист и писатель[32]
- 6 января — Владимир Овчинников (60) — российский звукорежиссёр и музыкальный продюсер[33]
- 7 января — Александр Харчиков (73) — советский и российский певец, музыкант и автор песен[34]
- 8 января — Зигфрид Курц (92) — немецкий дирижёр и композитор[35]
- 10 января — Джефф Бек (78) — британский гитарист и композитор, участник групп The Yardbirds и The Jeff Beck Group[36]
- 12 января
  - Лиза Мари Пресли (54) — американская певица и автор песен[37]
  - Наталья Садовская (94) — советская и российская артистка балета, театральная деятельница и балетовед[38]
  - Чарльз Трегер (87) — американский скрипач[39]
- 15 января
  - Ольга Вардашева (76) — советская и российская актриса и певица[40]
  - Вахтанг Кикабидзе (84) — советский и грузинский певец, автор песен и актёр[41]
- 18 января — Дэвид Кросби (81) — американский певец, гитарист и автор песен, участник групп The Byrds и Crosby, Stills, Nash & Young[42]
- 19 января
  - Вера Вотинцева (56) — советский и российский автор-исполнитель[43]
  - Алекс Напьер (75) — британский рок-музыкант, барабанщик группы Uriah Heep[44]
- 21 января — Бернард Грин (57) — американский певец и музыкант[45]
- 22 января
  - Павел Герджиков (84) — болгарский оперный певец, режиссёр и музыкальный педагог[46]
  - Жанна Плиева (74) — советская и российская пианистка и композитор[47]
- 24 января — Арман Дуйсенов (48) — казахстанский композитор, телеведущий и продюсер[48]
- 28 января
  - Том Верлен (73) — американский рок-музыкант и автор песен, вокалист и гитарист группы Television[49]
  - Одд Бёрре (83) — норвежский певец[50]
  - Барретт Стронг (81) — американский певец и автор песен[51]
- 30 января
  - Евгений Могилевский (77) — советский и бельгийский пианист и музыкальный педагог[52]
  - Герман Фирсов (86) — советский и российский рок-гитарист и автор песен[53]
- 31 января
  - Лигита Видулея (89) — советская и латвийская музыковедка, музыкальный критик и сценаристка[54]
  - Кадрие Нурмамбет (89) — румынская певица и фольклористка[55]
  - Тхай Тхи Льен (104) — вьетнамская пианистка и музыкальный педагог[56]

### Февраль
- 1 февраля
  - Мария Миколайчук (81) — советская и украинская певица и актриса[57]
  - Тарлан Сеидов (80) — советский и азербайджанский музыковед, пианист и музыкальный педагог[58]
- 2 февраля — Yung Trappa (27) — российский рэпер и автор песен[59]
- 6 февраля — Зилан Тигрис (50/51) — турецкая певица[60]
- 8 февраля — Берт Бакарак (94) — американский пианист и композитор[61]
- 10 февраля — Александр Кравченко (73) — советский и украинский артист оперетты[62]
- 12 февраля — Роджер Бобо (84) ― американский тубист[63]
- 14 февраля
  - Тим Аймар (59) — американский певец, вокалист группы Control Denied[64]
  - Фридрих Церха (96) — австрийский композитор, дирижёр и музыкальный педагог[65]
- 16 февраля — Тони Маршалл (85) — немецкий певец[66]
- 18 февраля — Любовь Фоминых (70) — советская и болгарская балерина и балетный педагог[67]
- 19 февраля — Кристоф Каскель (91) — немецкий ударник и музыкальный педагог[68]
- 20 февраля — Виктор Брокс (81) — британский блюзовый гитарист и пианист[69]
- 22 февраля — Борис Бланков (75) — советский и российский артист балета, балетмейстер и балетный педагог[70]
- 23 февраля — Слим Боргудд (76) — шведский музыкант и автогонщик[71]
- 24 февраля — Darkhan Juzz (32) — казахстанский певец, автор песен, продюсер и музыкант[72]

### Март
- 1 марта — Ирма Серрано (89) — мексиканская актриса, певица и писательница[73]
- 2 марта
  - Стив Маки (56) — британский музыкант, бас-гитарист группы Pulp[74]
  - Уэйн Шортер (89) — американский джазовый саксофонист и композитор[75]
- 8 марта — Марсель Амон (93) — французский певец, актёр и писатель[76]
- 9 марта — Азагайя (38) — мозамбикский рэпер и общественный деятель[77]
- 10 марта
  - Сэм Джонс (76) — британский журналист, радиоведущий и диджей советского происхождения[78]
  - Владимир Ушенин (76) — советский и российский композитор, баянист и музыкальный педагог[79]
- 12 марта — Валентина Лисовская (64) — советская и российская балерина, балетмейстер, хореограф и балетный педагог[80]
- 13 марта — Джим Гордон (77) — американский музыкант и автор песен, барабанщик группы Derek and the Dominos[81]
- 17 марта
  - Жак Вандевиль (92) — французский гобоист[82]
  - Иштван Паркаи (94) — венгерский дирижёр и музыкальный педагог[83]
- 19 марта — Эмиль Заляльдинов (89) — советский и российский татарский певец[84]
- 21 марта — Вольфганг Маргграф (89) — немецкий музыковед и музыкальный педагог[85]
- 23 марта — Кит Рид (76) — британский поэт-песенник[86]
- 24 марта
  - Кристофер Ганнинг (78) — британский композитор[87]
  - Скотт Джонсон (70) — американский композитор[88]
- 28 марта — Рюити Сакамото (71) — японский музыкант и композитор[89]

### Апрель
- 2 апреля — Сеймур Стейн (80) — американский предприниматель и музыкальный менеджер, основатель лейбла Sire Records[90]
- 3 апреля — Александр Скляров (73) — советский и российский баянист и музыкальный педагог[91]
- 4 апреля — Лев Маркиз (92) — советский и нидерландский скрипач и дирижёр[92]
- 8 апреля — Рами Меир (60) — израильский художник, музыкант и автор песен советского происхождения[93]
- 9 апреля
  - Вальтер Дешпаль (75) — югославский и хорватский виолончелист и музыкальный педагог[94]
  - Хуб Остерхёйс (89) — нидерландский богослов и поэт, автор христианских песен и гимнов[95]
- 10 апреля — Пьер Лакотт (91) — французский артист балета, балетный педагог и балетмейстер[96]
- 11 апреля
  - Станислав Митин (72) — советский и российский театральный, оперный и кинорежиссёр, сценарист и педагог[97]
  - Ираида Муштакова (95) — советская и российская артистка оперетты[98]
- 16 апреля
  - Ахмад Джамал (92) — американский джазовый пианист и композитор[99]
  - Гули Хамраева (76) — советская и узбекская артистка балета, актриса и балетный педагог[100]
- 17 апреля — Никита Сторожев (72/73) — советский и французский оперный певец (бас) и музыкальный педагог[101]
- 19 апреля
  - Йонатан Гефен (76) — израильский поэт, писатель, журналист и автор песен[102]
  - Мунбин (25) — южнокорейский певец, танцор, актёр и модель, участник бойбенда Astro[103]
- 21 апреля
  - Отто Коллерич (89) — австрийский музыковед, музыкальный педагог и пианист[104]
  - Серджо Рендине (68) — итальянский композитор[105]
- 22 апреля
  - Владимир Багров (67) — советский и российский пианист и композитор[106]
  - Алексей Муравлёв (98) — советский и российский композитор, пианист и музыкальный педагог[107]
- 23 апреля — Андрей Петров (77) — советский и российский артист балета и хореограф[108]
- 25 апреля — Гарри Белафонте (96) — американский певец, актёр и общественный активист[109]
- 27 апреля — Ви Вилли Харрис (90) — британский певец и музыкант[110]
- 28 апреля — Елена Разумовская (87) — советская и российская фольклористка, этномузыколог и педагог[111]
- 29 апреля — Автандил Исрафилов (82) — советский и азербайджанский гармонист[112]

### Май
- 1 мая — Гордон Лайтфут (84) — канадский певец, музыкант и автор песен[113]
- 4 мая — Шаукат Амиров (75) — советский и российский балалаечник и музыкальный педагог[114]
- 5 мая — Михаил Хлебородов (56) — советский и российский кинорежиссёр, сценарист, продюсер и клипмейкер[115]
- 7 мая
  - Грейс Бамбри (86) — американская оперная певица (меццо-сопрано, сопрано)[116]
  - Соня Червена (97) — чехословацкая и чешская оперная певица (меццо-сопрано)[117]
- 8 мая — Рита Ли (75) — бразильская рок-певица, музыкант и автор песен[118]
- 9 мая — Людмила Ковнацкая (82) — советский и российский музыковед и музыкальный педагог[119]
- 10 мая — Ролф Харрис (93) — австралийский шоумен, музыкант и художник[120]
- 12 мая — Фрэнсис Монкман (73) — британский рок-музыкант и композитор, основатель, клавишник и гитарист группы Curved Air[121]
- 14 мая — Ингрид Хеблер (93) — австрийская пианистка и музыкальный педагог[122]
- 15 мая — Бернт Русенгрен (85) — шведский джазовый саксофонист[123]
- 19 мая
  - Пит Браун (82) — британский поэт-песенник и певец[124]
  - Энди Рурк (59) — британский рок-музыкант, бас-гитарист группы The Smiths[125]
- 20 мая — Виктор Клемешов (?) — советский и российский певец и музыкант, вокалист группы «ДК»[126]
- 21 мая — Зуфер Сафин (55) — российский татарский певец[127]
- 23 мая — Чес Ньюби (81) — британский музыкант, бас-гитарист группы The Beatles[128]
- 24 мая
  - Валерий Матюхин (74) — советский и украинский дирижёр и пианист[129]
  - Джордж Махарис (94) — американский актёр и певец[130]
  - Тина Тёрнер (83) — американская и швейцарская певица, автор песен, актриса и танцовщица[131]
- 25 мая — Вячеслав Прокопов (76) — советский и российский трубач и музыкальный педагог[132]
- 29 мая — Андрей Родионов (68) — советский и российский музыкант и композитор[133]
- 30 мая — Леонид Титов (83) — советский и российский танцор и балетмейстер[134]
- 31 мая
  - Айно Балыня (88) — советская, эстонская и латвийская певица[135]
  - Андрей Казаков (67) — советский и российский кларнетист и музыкальный педагог[136]

### Июнь
- 1 июня — Синтия Вайль (82) — американский автор песен[137]
- 2 июня — Кайя Саариахо (70) — финский композитор[138]
- 4 июня — Джордж Уинстон (74) — американский пианист[139]
- 5 июня — Аструд Жилберту (83) — бразильская и американская эстрадная певица[140]
- 10 июня — Владимир Каширский (81) — советский и российский дирижёр и хормейстер[141]
- 19 июня — Валентин Рожков (77) — советский и украинский актёр и певец[142]
- 20 июня
  - Паоло Дзаваллоне (90) — итальянский певец и композитор[143]
  - Вячеслав Наговицын (83) — советский и российский скрипач, композитор и музыкальный педагог[144]
- 23 июня
  - Марина Ворожцова (65) — советская и российская флейтистка[145]
  - Поль де Сенневиль (89) — французский композитор и музыкальный продюсер[146]
  - Бетта Сент-Джон (93) — американская актриса, певица и танцовщица[147]
- 24 июня
  - Клод Барцотти (69) — бельгийский певец[148]
  - Рашель Якар (87) — французская оперная певица (сопрано)[149]
- 29 июня — Анита Вуд (85) — американская певица и актриса[150]

### Июль
- 4 июля — Енё Яндо (71) — венгерский пианист[151]
- 6 июля — Виктор Пикайзен (90) — советский и российский скрипач и музыкальный педагог[152]
- 7 июля — Виолета Эмси де Хайнса (94) — аргентинская пианистка и музыкальный педагог[153]
- 12 июля — Андре Уоттс (77) — американский пианист и музыкальный педагог[154]
- 16 июля — Джейн Биркин (76) — британская и французская актриса и певица[155]
- 19 июля — Юрий Косаговский (81) — советский и российский художник, поэт и композитор[156]
- 20 июля — Массимилиано Дамерини (71) — итальянский пианист[157]
- 21 июля — Тони Беннетт (96) — американский эстрадный певец[158]
- 22 июля — Эдуард Лабковский (84) — советский и российский оперный и эстрадный певец (баритон)[159]
- 23 июля
  - Пэтти Райан (62) — немецкая певица[160]
  - Инга Свенсон (90) — американская актриса и певица[161]
- 25 июля — Семён Каминский (82) — советский и российский писатель, режиссёр и автор песен[162]
- 26 июля — Шинейд О’Коннор (56) — ирландская певица, музыкант и автор песен[163]
- 28 июля — Джим Паркер (88) — британский композитор[164]

### Август
- 1 августа
  - Александр Колкер (90) — советский и российский композитор и автор песен[165]
  - Всеволод Королюк (67) — советский, российский и молдавский музыкант-мультиинструменталист[166]
  - Марьяна Сырбу (73—75) — румынская скрипачка, музыкальный педагог и руководительница оркестра[167]
- 3 августа
  - Карл Дэвис (86) — американский и британский композитор и дирижёр[168]
  - Ирина Мирошниченко (81) — советская и российская актриса и певица[169]
- 6 августа — Гаддар (73/74) — индийский революционер, поэт и певец[170]
- 8 августа
  - Джейми Рид (76) — британский художник и анархист, автор обложек пластинок группы Sex Pistols[171]
  - Сиксто Родригес (81) — американский певец, гитарист и автор песен[172]
- 9 августа
  - Пеппино Гальярди (83) — итальянский певец и автор песен[173]
  - Робби Робертсон (80) — канадский музыкант и автор песен, гитарист и вокалист группы The Band[174]
- 10 августа — Марат Гареев (65) — советский и российский оперный певец (тенор)[175]
- 12 августа — Берит Линдхольм (88) — шведская оперная певица (драматическое сопрано)[176]
- 13 августа — Патрисия Бредин (88) — британская певица и актриса[177]
- 16 августа
  - Джерри Мосс (88) — американский предприниматель, сооснователь лейбла A&M Records[178]
  - Рената Скотто (89) — итальянская оперная певица (сопрано) и театральный режиссёр[179]
- 17 августа — Абдулла Султанов (94) — советский и российский певец и кураист[180]
- 18 августа — Людмила Жуйкова (81) — советский и казахстанский искусствовед, музыковед и педагог[181]
- 19 августа — Глория Коутс (89) — американский композитор[182]
- 22 августа — Тото Кутуньо (80) — итальянский певец и композитор[183]
- 24 августа — Берни Марсден (72) — британский гитарист[184]
- 27 августа
  - Светлана Адырхаева (85) — советская и российская балерина, балетмейстер и балетный педагог[185]
  - Пётр Поспелов (60) — российский музыкальный критик, журналист и композитор[186]

### Сентябрь
- 1 сентября
  - Джимми Баффетт (76) — американский певец, гитарист и автор песен[187]
  - Максим Пастер (47) — украинский и российский оперный певец (тенор) и музыкальный педагог[188]
  - Кирилл Ривель (74) — советский и российский поэт и автор-исполнитель песен[189]
- 4 сентября
  - Шерали Джураев (76) — советский и узбекский певец и автор песен[190]
  - Стивен Харвелл (56) — американский певец и музыкант, вокалист группы Smash Mouth[191]
- 5 сентября
  - Чарльз Гейл (84) — американский джазовый саксофонист, пианист и кларнетист[192]
  - Анатолий Угорский (80) — советский и немецкий пианист и музыкальный педагог[193]
- 8 сентября — Ондасын Абдуллаев (74) — советский и казахский баянист и музыкальный педагог[194]
- 10 сентября — Евгений Бражник (78) — советский и российский дирижёр[195]
- 11 сентября — Ян Табачник (78) — советский и украинский аккордеонист и композитор[196]
- 13 сентября — Роджер Уиттакер (87) — британский певец, музыкант и автор песен[197]
- 14 сентября — Флёра Сулейманова (84) — советская и российская татарская эстрадная певица[198]
- 15 сентября
  - Олег Галахов (78) — советский и российский композитор[199]
  - Ярослав Кеслер (77) — советский и российский химик и музыкант, басист группы «Мозаика»[200]
  - Франко Мильяччи (92) ─ итальянский поэт-песенник, музыкальный продюсер и музыкальный издатель[201]
- 16 сентября — Николай Добронравов (94) — советский и российский поэт-песенник[202]
- 18 сентября — Николай Богайчук (60) — российский музыкальный продюсер и музыкальный издатель[203]
- 22 сентября
  - Роланд Казарян (87) — советский и российский звукорежиссёр и композитор[204]
  - Петер Хортен (82) — австрийский певец, гитарист и композитор[205]
- 24 сентября — Феликс Айо (90) — итальянский скрипач испанского происхождения[206]
- 25 сентября — Дэвид Маккаллум (90) — шотландский актёр и музыкант[207]

### Октябрь
- 1 октября — Патриция Янечкова (25) — словацкая оперная певица (сопрано)[208]
- 3 октября — Андрей Абраменков (88) — советский и российский скрипач[209]
- 4 октября
  - Джино (41) — российский рэпер, создатель и участник рэп-группы «1000 слов»[210]
  - Рафаил Касимов (76) — советский и российский композитор[211]
  - Константин Лисовский (90) — советский и российский певец (тенор) и музыкальный педагог[212]
- 5 октября — Бруно Филиппини (78) — итальянский певец и музыкант[213]
- 6 октября — Морис Бург (83) — французский гобоист и музыкальный педагог[214]
- 8 октября — Нина Матвиенко (75) — советская и украинская певица[215]
- 14 октября — Александр Востряков (79) — советский и украинский оперный и камерный певец (лирико-драматический тенор) и музыкальный педагог[216]
- 15 октября — Гавриил Лубнин (54) — российский художник, поэт и музыкант[217]
- 16 октября
  - Геннадий Гладков (88) — советский и российский композитор и музыкальный педагог[218]
  - Александр Готгельф (74) — советский и российский виолончелист[219]
- 17 октября — Сергей Сивохо (54) — украинский актёр, теле- и радиоведущий, певец, шоумен и пародист[220]
- 19 октября — Ацуси Сакураи (57) — японский певец и музыкант, вокалист группы Buck-Tick[221]
- 20 октября — Хейдн Гуинн (66) — британская актриса и певица[222]
- 21 октября — Яков Явно (76) — советский и американский певец и актёр[223]
- 25 октября
  - Нада Кнежевич (83) — югославская и сербская джазовая певица[224]
  - Зденек Мацал (87) — чехословацкий и чешский дирижёр[225]
- 26 октября — Гоа Гил (72) — американский и индийский диджей[226]
- 29 октября
  - Тигран Алиханов (80) — советский и российский пианист и музыкальный педагог[227]
  - Хит (55) — японский рок-музыкант, бас-гитарист группы X Japan[228]

### Ноябрь
- 1 ноября — Владимир Урбанович (85) — советский и российский оперный певец (баритон) и музыкальный педагог[229]
- 2 ноября
  - Юрий Темирканов (84) — советский и российский дирижёр и музыкальный педагог[230]
  - Евгений Ширяев (80) — советский и российский композитор[231]
- 3 ноября — Элизанжела (68) — бразильская актриса и певица[232]
- 5 ноября — Юрий Шейкин (74) — советский и российский этномузыковед и педагог, исследователь музыкального фольклора народов Сибири и Дальнего Востока[233]
- 8 ноября — Наталья Александрова (87) — советская и российская балерина и балетный педагог[234]
- 9 ноября
  - Любовь Августовская (76) — советская и российская актриса и певица[235]
  - Иван Шамба (73) — советский и абхазский фольклорист, хормейстер и музыкальный педагог[236]
- 10 ноября — Михаил Тимофти (75) — советский и молдавский режиссёр, актёр, музыкант и композитор[237]
- 12 ноября — Кан (61) — японский певец и автор песен[238]
- 13 ноября — Андрей Шаталин (63) — советский и российский рок-музыкант и автор песен, основатель и гитарист группы «Алиса»[239]
- 16 ноября — Питер Солли (75) — британский органист, клавишник и музыкальный продюсер[240]
- 17 ноября
  - Клод Кан (88) — французский пианист[241]
  - Любовь Шишханова (76) — советская и российская органистка и музыкальный педагог[242]
- 18 ноября — Дэвид Дель Тредичи (86) — американский композитор, пианист, музыковед и педагог[243]
- 22 ноября — Барбара Гашчакова (43) — словацкая и американская певица[244]
- 23 ноября — Рона Хартнер (50) — румынская актриса, певица и автор песен[245]
- 27 ноября — Даля Тейшерските (79) — советская и литовская поэтесса, журналистка и политическая деятельница, автор текстов песен[246]
- 30 ноября
  - Анатолий Горохов (85) — советский и российский эстрадный певец и поэт-песенник[247]
  - Шейн Макгоуэн (65) — ирландский музыкант и автор песен, вокалист группы The Pogues[248]
  - Абдуджалил Хашимов (79) — советский и таджикский певец, музыкант и композитор[249]

### Декабрь
- 2 декабря
  - Медея Амиранашвили (93) — советская и грузинская оперная певица (лирическое сопрано) и музыкальный педагог[250]
  - Конча Веласко (84) — испанская актриса, певица, танцовщица и телеведущая[251]
- 3 декабря — Людмила Барыкина (70) — советская и российская эстрадная певица[252]
- 5 декабря — Денни Лэйн (79) — британский музыкант и автор песен, гитарист групп The Moody Blues и Wings[253]
- 6 декабря — Людмила Бржозовская (77) — советская и белорусская балерина и балетный педагог[254]
- 7 декабря — Бенджамин Зефанайя (65) — британский писатель, поэт и музыкант[255]
- 9 декабря
  - Лариса Герштейн (72) — израильская певица и политическая деятельница советского происхождения[256]
  - Ладислав Жупанич (80) — чехословацкий и чешский актёр и певец[257]
  - Сергей Иванов (93) — советский и российский марийский актёр, драматург и театральный режиссёр[258]
  - Татьяна Таякина (72) — советская и украинская балерина и балетный педагог[259]
- 14 декабря — Владимир Гусев (83) ― советский и российский дирижёр и музыкальный педагог[260]
- 15 декабря
  - Ануп Гхошал (77/78) — индийский закадровый исполнитель и кинокомпозитор[261]
  - Ги Маршан (86) — французский певец, музыкант и актёр[262]
- 16 декабря
  - Тим Норелл (68) — шведский музыкант и автор песен, клавишник группы Secret Service[263]
  - Тадей Эдер (80) — советский и украинский театральный режиссёр[264]
- 18 декабря
  - Дмитрий Красилов (29) — российский шоумен, танцор и актёр[265]
  - Валерий Лагунов (81) — советский и российский артист балета и балетный педагог[266]
- 20 декабря
  - Валерий Сауткин (80) — советский и российский поэт-песенник и либреттист[267]
  - Торбен Ульрих (95) — датский теннисист, джазовый кларнетист, музыкальный критик и художник[268]
- 21 декабря — Ленка Главкова (49) — чешский музыковед[269]
- 23 декабря
  - Мурад Кажлаев (92) — советский и российский композитор, дирижёр и музыкальный педагог[270]
  - Михаэль Рэдулеску (80) — румынский и австрийский композитор, органист, музыковед, дирижёр и музыкальный педагог[271]
- 24 декабря
  - Искандер Биктагиров (72) — советский и российский татарский певец[272]
  - Василис Каррас (70) — греческий певец[273]
- 29 декабря — Герман Бауман (89) — немецкий валторнист и музыкальный педагог[274]
- 30 декабря — Sir-J (50) — российский рэпер и битмейкер[275]